# Iphiseiodes neonobilis
Iphiseiodes neonobilis är en spindeldjursart som beskrevs av Denmark och Muma 1978. Iphiseiodes neonobilis ingår i släktet Iphiseiodes och familjen Phytoseiidae. Inga underarter finns listade i Catalogue of Life.